# Turner-Zahn
Bei dem Turner-Zahn handelt es sich um einen fehlgebildeten bleibenden Zahn mit Schmelzhypoplasien, einer fehlgebildeten Krone und/oder Wurzel insbesondere der Schneidezähne und Prämolaren. Durch eine apikale bzw. intrafurkale Milchzahnparodontitis kann es zu einer Schädigung des Ersatzzahnkeims kommen. Der Turner-Zahn ist benannt nach dem Erstbeschreiber, dem englischen Zahnarzt J. G. Turner (1912) – Turner's tooth (hypoplasia).

## Ätiologie
Ursächlich ist meist ein vereiterter Milchzahn, der durch Karies geschädigt wurde oder ein Trauma. Nachfolgend bildete sich eine Infektion, die zur Fehlbildung des Zahnes geführt hat, nachdem die Infektion den Zahnkeim beschädigt hat und die Zahnentwicklung dadurch fehlerhaft verlief. In etwa einem Viertel der Fälle, bei denen an der Milchzahnwurzel Eiterherde entstanden sind, kommt es zum Turner-Zahn.
Durch den infektiös-entzündlichen Prozess am Milchzahn ist eine Zahnkeimschädigung nach Auflösung der Knochenlamelle, die den sich entwickelnden Zahnkeim umgibt, möglich. Der Zahnkeim kann indirekt, durch den aus der Ödembildung resultierenden Druck oder direkt durch den osteolytischen Prozess geschädigt werden.

## Differentialdiagnose
- Amelogenesis imperfecta
- Molaren-Inzisiven-Hypomineralisation
- Zahnfluorose
- Regionale Odontodysplasie
- Tetracyclin-Zähne
- Dilazeration

## Prävention
Um eine Zahnkeimschädigung, die zu einem Turner-Zahn führen kann zu vermeiden, ist rechtzeitig eine endodontische Behandlung oder alternativ eine Extraktion des Milchzahnes vorzunehmen.

## Symptome
Klinisch finden sich begrenzte weiße bis bräunliche opake Stellen sowie Hypoplasien mit Defektbildungen. Die Defekte können von Schmelz- und Dentindefekten bis hin zu Fehlbildungen der anatomischen Kronenform führen.

## Therapie
Die Missbildungen können meist durch Zahnaufbauten aus Komposit korrigiert werden. Bei schwereren Fällen kommt eine Überkronung des Zahnes in Betracht.